# Parafia Najświętszego Serca Pana Jezusa w Przemyślu
Parafia Najświętszego Serca Pana Jezusa przy kościele św. Teresy z Ávili w Przemyślu – parafia rzymskokatolicka pod wezwaniem Najświętszego Serca Pana Jezusa w Przemyślu, należąca do dekanatu Przemyśl I w archidiecezji przemyskiej. Parafia została erygowana w 1969 roku i znajduje się przy kościele św. Teresy z Avili mieszczący się przy ulicy Karmelickiej.

## Historia
Konwent karmelitów w Przemyślu został erygowany 13 maja 1620 roku z fundacji Marcina Krasickiego. 4 czerwca 1624 roku podczas oblężenia Przemyśla przez Tatarów, o. Makary Demeski został zamordowany podczas misji dyplomatycznej. 
W latach 1625–1630 zbudowano obecny murowany kościół i klasztor, według projektu włoskiego arch. Geleazzo Appianiego. W 1642 roku w klasztorze założono nowicjat, a w 1740 roku założono Kolegium Filozoficzne.
24 kwietnia 1784 roku konwent został skasowany przez cesarza Józefa II, a zakonników przeniesiono do Zagórza. Kościół pw. św. Teresy został przekazany grekokatolikom, którzy zaadaptowali go na katedrę. W 1881 roku w miejsce sygnaturki została zbudowana kopuła. 
W 1946 roku po likwidacji eparchii, konwent został odzyskany przez karmelitów. W 1952 roku karmelici zostali usunięci przez władze państwowe, a klasztor zajęto na cele oświatowe. W 1958 roku częściowo zezwolono zakonnikom, aby zajmowali się kościołem. W latach 70. i 80. XX wieku karmelici podjęli prace remontowe w kościele. W 1990 roku karmelici odzyskali klasztor.
14 grudnia 1969 roku przy kościele pojezuickim została erygowana parafia pw. Najświętszego Serca Pana Jezusa. 2 czerwca 1991 roku decyzją papieża Jana Pawła II, kościół pojezuicki został ustanowiony katedrą greckokatolicką, a kościołem parafialnym stał się kościół pw. św. Teresy z Ávili. 
Do 2009 roku przy tym kościele funkcjonowała parafia garnizonowa pw. Matki Bożej Królowej Polski. W latach 2007–2012 w klasztorze mieścił się postulat prowincji.
Z dniem 1 września 2024 r. mocą dekretu bpa Adama Szala parafia NSPJ przynależy do parafii katedralnej w Przemyślu, a kościołem parafialnym jest archikatedra przemyska.
Na terenie parafii jest 850 wiernych i kaplica filialna Sióstr Karmelitanek Bosych pw. Najświętszej Maryi Panny z Góry Karmel i św. Józefa.

## Proboszczowie, administratorzy parafii NSPJ
Proboszczowie – Karmelici bosi:
- 1991–2008 o. Andrzej Gut OCD.
- 2008–2014 o. Paweł Ferko OCD.
- 2014–2017 o. Piotr Ścibor OCD.
- 2017–2020 o. Piotr Krupa OCD.
- 2020–2024 o. Krzysztof Górski OCD.

Od 1 września 2024 r. administratorem parafii Najśw. Serca Pana Jezusa zostaje każdorazowo mianowany proboszcz parafii Wniebowzięcia NMP i św. Jana Chrzciciela w Przemyślu (archikatedry).
Administratorzy – ks. diecezjalni:
- 2024 – obecnie ks. prał. Mieczysław Rusin[9]

## Terytorium parafii NSPJ
Teren parafii obejmuje ulice: Basztowa, Plac Tadeusza Czackiego, Kapitulna (numery nieparzyste), Karmelicka, Katedralna (numery nieparzyste), Komisji Edukacji Narodowej, Kazimierza i Michała Osińskich, ks. Jerzego Popiełuszki (numery nieparzyste), Bł. Biskupa Józefa Sebastiana Pelczara (numery nieparzyste), Ferenza Rakoczego, Biskupa Jana Śnigurskiego (numery parzyste), Tatarska (numery 1 i 3), Władycze (z wyjątkiem numeru 1).